# Hviderusland
|  | Flytteforslag Denne side er foreslået flyttet til Belarus. Klik her for at se flytteforslaget. |

Hviderusland (hviderussisk: Беларусь, tr. Bjelarus), officielt Republikken Belarus (hviderussisk: Рэспубліка Беларусь, tr. Respublika Bjelarus), er et land i det østlige Europa.
Hviderusland har 9,5 millioner indbyggere (2021), hvoraf 8,3 % er russere. For befolkningspyramider til 2100, se under Ukraine#Eksterne henvisninger. Hviderusland blev selvstændigt i 1991, da Den Hviderussiske socialistiske sovjetrepublik erklærede sin uafhængighed af Sovjetunionen. Igennem historien har hviderusserne været underlagt nabolandene Polen-Litauen og Det Russiske Kejserrige; dagens Hviderusland er en videreførelse af sovjetrepublikken, der blev oprettet i 1919. Landet fik sine nuværende grænser i 1945 i forbindelse med afslutningen af anden verdenskrig. Siden 1994 er Hviderusland blevet ledet af præsident Aleksandr Lukasjenko. Lukasjenko styrer landet med hård hånd, og internationale organisationer beskylder regimet for en mængde brud på menneskerettighederne. Dette har ført til, at Hviderusland i høj grad er isoleret på internationalt plan, og landet er blandt andet udelukket fra Europarådet.

## Historie

### Tidlig historie
I Hviderusland er der fundet levn fra Homo erectus og neandertalerne samt senere fund fra yngre stenalder mellem 5000 og 2000 f.Kr., hvor den båndkeramiske kultur dominerede. Forskellige kvægavlere strejfede gennem området omkring 1000 f.Kr. Omkring år 500 f.Kr. havde slavere taget ophold i området, dog under skytisk pres i udkanten af deres territorium. Forskellige asiatiske barbarer invaderede regionen, herunder hunnerne og avarerne ca. 400-600-tallet, men truede ikke den slaviske tilstedeværelse.

### Fyrstedømmet Polotsk og Den polsk-litauiske realunion
Den første statsdannelse til dagens Hviderusland opstod i slutningen af 800-tallet. Fyrstedømmet Polotsk dominerede området frem til 1300-tallet, hvor området blev en del af Storfyrstendømmet Litauen. Hviderusland var en del af Den polsk-litauiske realunion indtil Polens tredje deling i 1795, hvorefter landet blev en del af det russiske imperium.

### 1900-tallet til nu
Efter første verdenskrig blev Hviderusland en Sovjetrepublik og som Hviderussiske SSR en del af det nyetablerede Sovjetunionen. Med undtagelse af årene under anden verdenskrig, hvor landet var under tysk okkupation, forblev Hviderusland en del af Sovjetunionen indtil unionens opløsning i 1991. I 1994 blev Aleksandr Lukasjenko præsident i landet og har beholdt magten lige siden.

## Geografi
Hviderusland er hovedsageligt et fladt land uden naturlige grænser, som dækker et areal på 207.600 kvadratkilometer. Nabolandene er Rusland i øst og nordøst, Letland i nord, Litauen i nordvest, Polen i vest og Ukraine i syd. Landskabet præges af omkring 3.000 floder og 4.000 indsøer, skov og marker samt visse steder sumparealer, mens man i nord finder bakker op til 345 meter over havoverfladen.
Hviderusland har et typisk indlandsklima med fugtige, kolde vintre og varme, fugtige somre. Januar – 5 grader celsius, juli + 18 grader celsius.

## Politik

### Styreform
Officielt er Hviderusland en republik. Hviderusland har dog været ledet af en stærkt centraliseret og autoritær regering. Under præsident Aleksandr Lukasjenkos styre er det ulovligt at forsamles i større grupper, pressen er underlagt censur, der er ikke ytringsfrihed og religionsfrihed. Der bliver afholdt valg i landet, men internationale observatører har fundet omfattende eksempler på valgfusk. Ved det sidste valg blev oppositionsledere og demonstranter arresteret og først løsladt efter valget.

### Menneskerettigheder
Vestlige menneskerettighedsorganisationer som Amnesty International har udtrykt deres bekymring for en række menneskerettighedsbrud i landet. Blandt disse er forsvindinger, politivold, manglende ytringsfrihed og organisationsufrihed. Lukasjenko-administrationen bliver også beskyldt for at slå ned på fagforeninger, oppositionsbevægelser, ikke-ortodokse kirkesamfund, ikke-statslige organisationer og organisationer, som kæmper for minoritetsrettigheder. Hviderusland er det sidste land i Europa, som praktiserer dødsstraf.

### Administrativ inddeling
Hviderusland er delt ind i seks voblaster (~ regioner), der har navn efter deres administrationscentrum. Hver voblast har en valgt, politisk forsamling (oblsovet), og en administration udnævnt af præsidenten. Voblastene er inddelt i et antal rajoner (~ kommuner).
Derudover har landets hovedstad Minsk en særskilt administrativ status (horad). Minsk er administrationscentrum i Minsk voblast, men ikke en administrativ del af voblasten.
|   | Voblast           | Administrationscentrum | Indbyggertal (2009 anslået) | Hvideruslands voblaster |
| - | ----------------- | ---------------------- | --------------------------- | ----------------------- |
| 1 | Minsk (hovedstad) |                        | 1.829.100                   |                         |
| 2 | Brest voblast     | Brest                  | 1.433.100                   |                         |
| 3 | Homel voblast     | Homel                  | 1.464.500                   |                         |
| 4 | Hrodna voblast    | Hrodna                 | 1.102.800                   |                         |
| 5 | Mahiljow voblast  | Mahiljow               | 1.123.100                   |                         |
| 6 | Minsk voblast     | Minsk                  | 1.454.000                   |                         |
| 7 | Vitebsk voblast   | Vitebsk                | 1.265.300                   |                         |

#### Større byer
- Brest
- Minsk
- Homel
- Vitebsk
- Hrodna

### Forsvars- og udenrigspolitik
Hvideruslands hær består af en hær og et luftforsvar. Siden landet ikke har nogen kystlinje, har det ikke noget søforsvar. Hvideruslands forsvar bruger praktisk talt kun udstyr, det har arvet fra Sovjetunionen,[kilde mangler] og meget af det anses som forældet. Hviderusland har værnepligt med en tjenestetid på 12 eller 18 måneder.
Hviderussiske SSR var en af grundlæggerne af FN i 1945, og Republikken Hviderusland har siden uafhængigheden af Sovjetunionen i 1991 overtaget sovjetrepublikkens plads i FN. Hviderusland er også medlem af SNG, og SNGs administrationscenter ligger i Hvideruslands hovedstad Minsk. Hviderusland er også medlem af OSCE, Partnerskab for fred og Det nordatlantiske samarbejdsråd. Hviderusland har sammen med Rusland dannet Statsforbundet Rusland og Hviderusland.

## Samfund

### Demografi
83% betegner sig som etniske hviderussere, mens 8% betegner sig som russere. Derudover findes der et betydeligt polsk (ca. 3%) og ukrainsk (ca. 2%) mindretal.

### Sprog
Både hviderussisk og russisk er officielle sprog i Hviderusland. Den hviderussiske grundlov giver også en vis beskyttelse for minoritetssprog.
Russisk er det mest brugte sprog i Hviderusland. 63% af befolkningen bruger russisk til daglig, også blandt etniske hviderussere dominerer russisk. Etniske ukrainere og jøder i Hviderusland taler hovedsageligt russisk. Blandt den polske minoritet er hviderussisk det mest talte sprog og russisk nummer to. Polsk tales af under 5 % af de etniske polakker.

### Religion
Den hviderussiske grundlov garanterer religionsfrihed, men i praksis overholdes dette ikke af myndighederne. På trods af, at der ikke er nogen statskirke, har Den hviderussisk-ortodokse kirke (som er en del af Den russisk-ortodokse kirke) en særstilling, og der er en vis grad af diskriminering mod protestanter. Udenlandske missionærer har store problemer med at operere i Hviderusland, og landet har været plaget af antisemitisme.
80 % er russisk-ortodokse, 14 % katolikker, 4 % tilhører østlige religioner (muslimer, bahaier og hinduer) og 2 % er protestanter. 18 % af de ortodokse og 50 % af katolikkerne går jævnligt i kirke.

### Befolkningsgrupper
I følge folketællingen i 2009 består Hvideruslands befolkning af 83,7 % hviderussere, 8,3 % russere, 3,1 % polakker, 1,7 % ukrainere, 0,1 % jøder og 3,1 % andre.
Før anden verdenskrig var jøderne landets næststørste befolkningsgruppe med 400.000 jøder i Hviderusland. Specielt var de hviderussiske byer præget af jødisk kultur. Hvideruslands jødiske samfund blev næsten udryddet under Holocaust, og i tiden efter krigen har emigrationen til Israel ført til, at antallet af jøder er faldet.
Hvideruslands etniske russere og ukrainere er hovedsageligt indvandret i tiden, hvor landet var en del af Sovjetunionen. I de senere år er antallet af russere og ukrainere faldet. Den polske minoritet i Hviderusland bor hovedsageligt i den vestlige del af landet som et resultat af grænseændringerne efter anden verdenskrig.

### Økonomi
| Økonomiske nøgletal   | Værdi        | % af BNP | År, kilde                      |
| --------------------- | ------------ | -------- | ------------------------------ |
| BNP                   | 56,9 mrd US$ |          | 2018, Verdensbanken            |
| BNP (vækst)           |              | 2,4      | 2017, Verdensbanken            |
| Fremstilling          |              |          |                                |
| Forbrugerpriser       | 6,03 %       |          | 2017 Internationale Valutafond |
| Renter 3 mnd          |              |          |                                |
| Arbejdsløshed         | 0,8%         |          | 2017, The World Factbook       |
| Handelsbalance 2016   | -1,669 mrd $ |          | 2016, The World Factbook       |
| Handelsbalance 2017   | -0,931 mrd $ |          | 2017, The World Factbook       |
| Betalingsbalance 2005 | 0,43 mrd $   |          | 2005, UNDP Database            |
| Betalingsbalance 2006 | -1,52 mrd $  |          | 2006, WTO trade Profiles       |
| Bistandshjælp         | 0,04 mrd US$ |          | 2005, UNDP Database            |
| BNP per indb          | 3.031 US$    |          | 2005, UNDP Database            |

### Medier
Pr. januar 2009 havde Hviderusland ifølge officielle tal 1.307 registrerede papirmedier blandt andet 673 aviser og 586 tidsskrifter. Hviderusland har også et statsejet telegrambureau BelITA. Hviderusland har fem nationale tv-kanaler hvoraf Pervyj (kanal 1) er den dominerende. Der er også 29 FM-radiostationer i Hviderusland.
Der er generelt enighed udenfor landets grænser om, at Hviderusland mangler reel pressefrihed, og landet scorer meget dårligt i internationale bedømmelser. Aviser, der er kritiske mod landets præsident Lukasjenko, bliver ramt af restriktive tiltag fra myndighederne, og EU har protesteret imod det, de mener er vedvarende chikane af aviser og journalister, som er uafhængige eller i oppositionen. Organisationen Freedom House rapporterer, at politiet sættes ind imod aviser, som støtter oppositionen, samtidig med at myndighederne aktivt overvåger internettet og blokerer adgangen til uafhængige og kritiske hjemmesider.

### Transport
Hviderusland har pr. 2008 et jernbanenetværk på 5.538 km, hvoraf hovedparten er bredsporet (1524 mm). Jernbanesystemet drives af det nationale, statsejede jernbaneselskab Belaruskaja Tjyhunka (BTj) (hviderussisk: Беларуская чыгунка), og infrastrukturen og udstyret stammer primært fra Sovjetunionens tid.

## Kultur

### Folkedragt
Folkedragten kommer fra Kijevriget og er tilpasset Hvideruslands klimaforhold. Dragterne er lavet af enten hør eller uld og er dekoreret med mønstre, som med tiden er blevet påvirket af nabolandenes kultur. Hver region har sit eget specielle mønster, og et af mønstrene findes på det hviderussiske flag.

### Mad og drikke
Den hviderussiske kost består hovedsageligt af grønsager, kød og brød. Maden består hovedsageligt af svinekød, kål, kartofler og brød. Drikke som f.eks. russisk vodka og kvas er populære. Kvas er en type alkoholfri drik lavet af maltet brunt brød eller rugmel. Kvas kan også kombineres med grøntsager for at lave suppen okrosjka.

### Idræt
Kendte idrætsudøvere fra Hviderusland omfatter Olga Korbut og Vitalj Sjtsjerba, judoudøveren Igor Makarov, atleten Julija Nesterenko, skiskytten Darja Domratjeva og tennisspillererne Viktorija Azarenka, Aryna Sabalenka og Maks Mirny.
Hviderusland deltog for første gang i De olympiske lege i Helsingfors i 1952, dengang som en del af et samlet sovjetisk team. Landet har deltaget med deres eget hold siden 1994 og har siden fået 10 guld-, 22 sølv- og 38 bronzemedaljer. I Beijing i 2008 fik landet 19 medaljer, heraf 4 guld, hvilket gjorde, at landet kom på en sekstendeplads på listen over lande, der fik flest medaljer.

### Ungdomsforbund
Hviderussisk republikansk ungdomsforbund (hviderussisk: Беларускі рэспубліканскі саюз моладзі (БРСМ), tr. Bielaruski respublikanski sajuz moladzi (BRSM), russisk: Белорусский республиканский союз молодежи (БРСМ), tr. Belorusskij respublikanskij sojuz molodeži (BRSM)) er en politisk ungdomsorganisation i Hviderusland. Dens mål er at fremme patriotisme og moralske værdier hos den hviderussiske ungdom ved hjælp af aktiviteter som camping, sportsbegivenheder og ved at besøge mindesmærker. Organisationen blev stiftet efter en sammenlægning af andre ungdomsforbund i 2002 og er efterfølgeren til Sovjetunionens kommunistiske partis ungdomsorganisation, Komsomol, i den daværende Hviderussiske Socialistiske Sovjetrepublik. BRSM er den største ungdomsforbund i Hviderusland og støttes af den hviderussiske regering. Nogle personer har anklaget forbundet for at bruge metoder som tvang og tomme løfter for at rekruttere nye medlemmer og for at blive brugt som propaganda for Aleksandr Lukasjenkos regering.